# Яблонски, Филип
Филип Карл Яблонски (англ. Phillip Carl Jablonski; 3 января 1946 — 27 декабря 2019) — американский серийный убийца, признанный виновным в смерти 5 женщин в Калифорнии и Юте между 1978 и 1991 г.

## Биография
Родился в семье алкоголика, который избивал мать и сестёр. В 16-летнем возрасте Яблонски напал на 14-летнюю сестру, обвил ей шею верёвкой и бросил на кровать. Он был возбуждён, и сестра подумала, что он хочет изнасиловать её. Но Яблонски внезапно остановился и зарыдал. Когда сестра рассказала об этом родителям, отец избил его.

## Убийства
Яблонски женился на Элис Макгоун в 1968 году. Он сексуально издевался над женой, пытаясь задушить её подушкой.
Яблонски встретил Джейн Сэндерс в ноябре 1968 года, после того, как первая жена оставила его. Он изнасиловал её в первый день их знакомства, она не стала заявлять об этом в полицию. Сэндерс забеременела, они переехали в июле 1969 года в Калифорнию. Однажды во время занятия сексом она захотела остановиться. Тогда Яблонски вытащил оружие и сказал, что пристрелит её, если она не будет продолжать. Он ударил её, и она упала в обморок. А когда пришла в сознание, он изнасиловал её. В 1972 году Сэндерс оставила его.
В 1978 году Яблонски убил свою первую жену Элис Макгоун. Освободившись в 1982 году, он женился на Кэрол Спадони.
22 апреля 1991 года Яблонски убил 38-летнюю Фатиму Вэнн, овдовевшую мать двоих девочек-подростков, в Калифорнии. Её нашли раздетой в канаве с простреленной головой. Она была изнасилована, а на спине была вырезана надпись: «Я люблю Иисуса». Её тело было изуродовано, у неё были выколоты глаза и отрезаны уши.
На следующий день, 23 апреля 1991 года, Яблонски задушил свою жену Кэрол Спадони, а затем изнасиловал и застрелил 72-летнюю тёщу. 27 апреля он ограбил и застрелил 58-летнюю женщину в Юте.

## Арест и приговор
28 апреля 1991 года Яблонски арестовали в Канзасе. Его приговорили к смертной казни. На момент задержания преступнику было 45 лет. На вопрос о том, с кем из исторических личностей он хотел бы встретиться ответил: «С Джеком Потрошителем, Гитлером и другими массовыми убийцами».
Находясь в заключении Яблонски написал рассказ и несколько стихов.
В январе 2006 года суд рассмотрел апелляцию Яблонски и оставил в силе смертный приговор.
27 декабря 2019 года Филип Яблонски умер в возрасте 73 лет в своей камере в тюрьме Сан-Квентин, проведя в заключении более 28 лет, но  так и не дождавшись приведения в исполнение смертного приговора.